# Ottingkar
Ottingkar, das Achtel oder Achtelscheffel, war eine Volumeneinheit in Dänemark und galt als Getreidemaß.
- 1 Ottingkar = 2,1738 Liter

Als Maßkette galt
- 1 Last = 12 Tönde/Tonne = 96 Skjaepper/Scheffel = 384 Fjerdingkar/Viertel = 768 Ottingkar/Achtel = 1.670,40 Liter
  - 1 Korntonne/Korntönde = 7013,44 Pariser Kubikzoll = 139,1213 Liter[1]